# Francisco Sepúlveda
Francisco Sepúlveda Ramos (Salamanca, 2 de abril de 1819 -Pozuelo de Alarcón, 29 de julio de 1895) fue un abogado y político español.

## Biografía
Estudió derecho en la Universidad de Salamanca y en 1839 fue profesor de la Academia Militar de Distinguidos de Zaragoza. Trabajó como redactor en los diarios El Eco de Aragón de Zaragoza y La Enciclopedia, El Museo de las Familias, La Semana Pintoresca, El Siglo y El Semanario Pintoresco Español, de Madrid.
Ocupó numerosos cargos públicos: fue contable segundo del Canal Imperial de Aragón (1843), administrador del Canal (1849), secretario del gobernador civil de Zaragoza (1854) y gobernador civil de Teruel (1855), Córdoba (1856), Canarias (1857), Zamora (1858), Alicante (1861), Granada (1862) y Barcelona (1863-1864 y 1864).
Durante su mandato como gobernador civil de Barcelona intentó combatir la mendicidad en las calles con la creación del Patronato de los Pobres, a la vez que organizaba las comisiones de barrio para censar a los pobres.
Ocupó cargos en el Banco Hispano Colonial y en la Compañía General de Tabacos de Filipinas, y fue presidente ejecutivo de la Compañía de los Caminos de Hierro del Norte de España.
En Barcelona tiene dedicada una calle con su nombre.